# Striostrea
Striostrea is een geslacht van tweekleppigen uit de  familie van de Ostreidae.

## Soorten
- Striostrea circumpicta (Pilsbry, 1904)
- Striostrea denticulata (Born, 1778)
- Striostrea margaritacea (Lamarck, 1819)
- Striostrea prismatica (Gray, 1825)